# Disterigma cryptocalyx
Disterigma cryptocalyx är en ljungväxtart som beskrevs av A. C. Smith. Disterigma cryptocalyx ingår i släktet Disterigma och familjen ljungväxter. Inga underarter finns listade i Catalogue of Life.